# Ametroides peringueyi
Ametroides peringueyi är en insektsart som först beskrevs av Griffini 1911.  Ametroides peringueyi ingår i släktet Ametroides och familjen Gryllacrididae. Inga underarter finns listade i Catalogue of Life.